# 2020年2月香港零售業及飲食業罷市行動
2020年2月零售業及飲食業罷市行動是由香港零售業發起並得到香港飲食業響應的罷市行動。是次罷市於2019冠狀病毒病肆虐香港期間由外籍公司或中大型商戶所發起，旨在抗議香港特別行政區政府未及時發放資助予零售業及飲食業、不滿各大地產商未履行早前所宣佈的減租措施和半政府機構（包括機場管理局）沒有落實任何減租措施令業者收入劇減與面臨結業。參與商戶期望罷市能促進各大地產商從速履行減租承諾，亦希望半政府機構落實減租。

## 宣佈罷市
50個品牌、超過200個零售店舖組成的群組於2020年2月18日宣佈即日起罷市，要求以大發展商為首的業主擴大減租幅度。新城市廣場、海運大廈、港威商場、國際金融中心商場、又一城、K11 MUSEA及時代廣場等多個由各大地產商擁有的商場有多間商店與食肆關閉以響應罷市。有部份市民對罷市行動不知情，在商店門前才知自己白行一趟並稱不知道罷市行動，會待下次再訪。

## 參與商戶
以下商戶響應罷市，於2020年2月18日起停業至少一天：

| - 芬迪 - 亞曼尼 - 凱卓 - Hobbs - Whistles - Venchi - Lady M | - 拉科斯特 - Club 21 - Phase Eight - The Night Market - Nicholas & Bears - Mothercare |

## 回應
新鴻基地產沒有回覆新城市廣場商戶罷工的查詢，僅重申向經營有困難的商戶，按個別行業或商戶情況減免2月份基本租金30%至50%；减租10亿港元致新鸿基地产全年净收租下跌6%。新鸿基地产2020下半年内地收租上涨15%。